# Ràzgrad
Ràzgrad (en búlgar: Разград; en turc: Herzarghrad) és una ciutat de Bulgària capital de la província de Razgrad, a la riba del Beli Lom (Бели лом), amb una minoria turca notable (27% el 1998) i bastants gitanos (4%). El complex arquitectònic de Varoixa (segle xix), el museu etnogràfic, i d'altres, i la torre del rellotge en el centre de 1864 juntament amb diverses esglésies i mesquites com Sant Nicolau, Ibrahim Paixa i Mehmed Paixa, formen els seus principals llocs d'interès.

## Història
Fou l'antiga Abricium, Abritum, Abritus o Abrittus, que fou un centre d'estacionament de reforços romans i escenari l'estiu del 251 de la batalla d'aquest nom en què els gots foren derrotats pels romans. Fou la primera vegada que un emperador (Deci) va morir en batalla contra els bàrbars, en la qual també va morir el seu fill i cèsar Herenni Etrusc. Les restes romanes, buscades molt de temps, van ser trobades finalment el 1981, incloent capitells, columnes, etc.. i a més unes vuit cents monedes d'or d'èpoques diferents
Al segle vi fou destruïda pels àvars i eslaus i al segle vii es va edificar una ciutat eslavobúlgara al seu lloc de nom Hrazgrad, i es creu que fou conquerida pels otomans el 1388 durant la campanya d'Alí Paixà. Va portar els noms de Yenyidje, Herzarghrad-i Djedid (derivat del seu nom eslau) i Kaiadijk dins del kada de Çernovi o Çerven. Al segle xvi va formar part del wakf del gran visir Damat Ibrahim Paixà i al final del segle ja és esmentada com una kasaba (capçalera) d'un kada del sandjak de Nicòpolis. Va esdevenir un centre de comerç amb la República de Ragusa i tenia un barri comercial amb 300 botigues.

## Ciutats agermanades
- Oriol, Rússia (des de 1968)
- Wittenberge, Alemanya (des de 2001)
- Armagh, Regne Unit (des de 1995)
- Châlons-en-Champagne, França (des de 1975)
- Avcılar, Istanbul, Turquia (des de 2000)
- Yangzhou, Xina (des de 2000)
- Brunswick, Ohio, EUA (des de 1998)
- Assen, Països Baixos (des de 2006)

El pic Razgrad a l'illa Greenwich a les illes Shetland del Sud, Antàrtida porta el nom per aquesta ciutat